# Ida Granqvist
Ida Granqvist, född den 12 november 1872 i Rackeby socken, död den 10 mars 1949 i Göteborg, var en svensk författare samt Svenska kyrkans missionär i Sydafrika till 1928.

## Biografi
Ida Granqvist var yngsta barnet till kontraktsprosten Johannes Granqvist och Ida Berhardina född Meijer. Hon gick i skola i Skövde och arbetade från 1890-talet som journalist i Vestgöta-Posten och i Idun. År 1899 vann hon Svenska Akademiens andra pris för sångcykeln Gransus. 1900 utgav hon sin första diktsamling, Dröm, som senare skulle följas av ytterligare 25. Utöver diktsamlingarna publicerade hon ett antal andra skrifter, framför allt om mission. Hon var också verksam som översättare. Flera av hennes verk översattes, bland annat till tyska och norska.
1901 genomgick Ida Granqvist organistexamen i Skövde. 1907 antogs hon som missionär för Svenska kyrkan och ankom 1908 till Oscarsbergs missionstation i Sydafrika. 1915 återvände hon till Sverige men reste åter till Sydafrika 1921, men blev 1928 tvungen av hälsoskäl återvända till Sverige.
Under sin andra missionsperiod upptäckte Ida Granqvist särarten i zulufolkets musik och ville använda den. När hon återvända till Sverige 1928 hade hon med sig en stor samling psalmer på zulu i manuskript. Hon skrev själv psalmer på zulu samt översatte psalmer till zulu från engelska, tyska och svenska. Totalt, med både egna texter och översättningar, skrev hon cirka 500 psalmer på zulu. En psalmbok på zulu, med en titel som på svenska blir Trospsalmer, publicerades 1936. Den är till stor del Ida Granqvists verk. I den nuvarande svenska psalmboken, Den Svenska Psalmboken, 1986, är Ida Granqvists psalm ”O giv oss Herre av den tro” inkluderad.
Under åren 1929–1941 var hon anställd vid Svenska kyrkans missionsexpedition i Uppsala. Hon var även verksam inom Lärarinnornas Missionsförening, grundad 1899 i Göteborg av bland andra systern Anna Granqvist. Hon levde sina sista år i Göteborg.
Granqvist förblev ogift livet ut. Hon hade syskonen Paul Meijer-Granqvist, Johanna Maria, Ester och Anna.

## Psalmer
- När Herren kommer oss nära nr 9 i Tempeltoner 1934 till en tonsättning av Josef Sandén för kör med pianoackompangemang.
- O giv oss, Herre, av den tro, nr 253 i Den svenska psalmboken 1986.
- Vi måste få allt flera med, nr 725 i EFS-tillägget 1986.